# Саратовская областная филармония имени А. Г. Шнитке
Саратовская областная филармония им. А. Г. Шнитке — филармония в городе Саратов.
Саратовская областная филармония открылась в 1937 году по приказу Комитета по делам искусств при Совете народных комиссаров СССР.

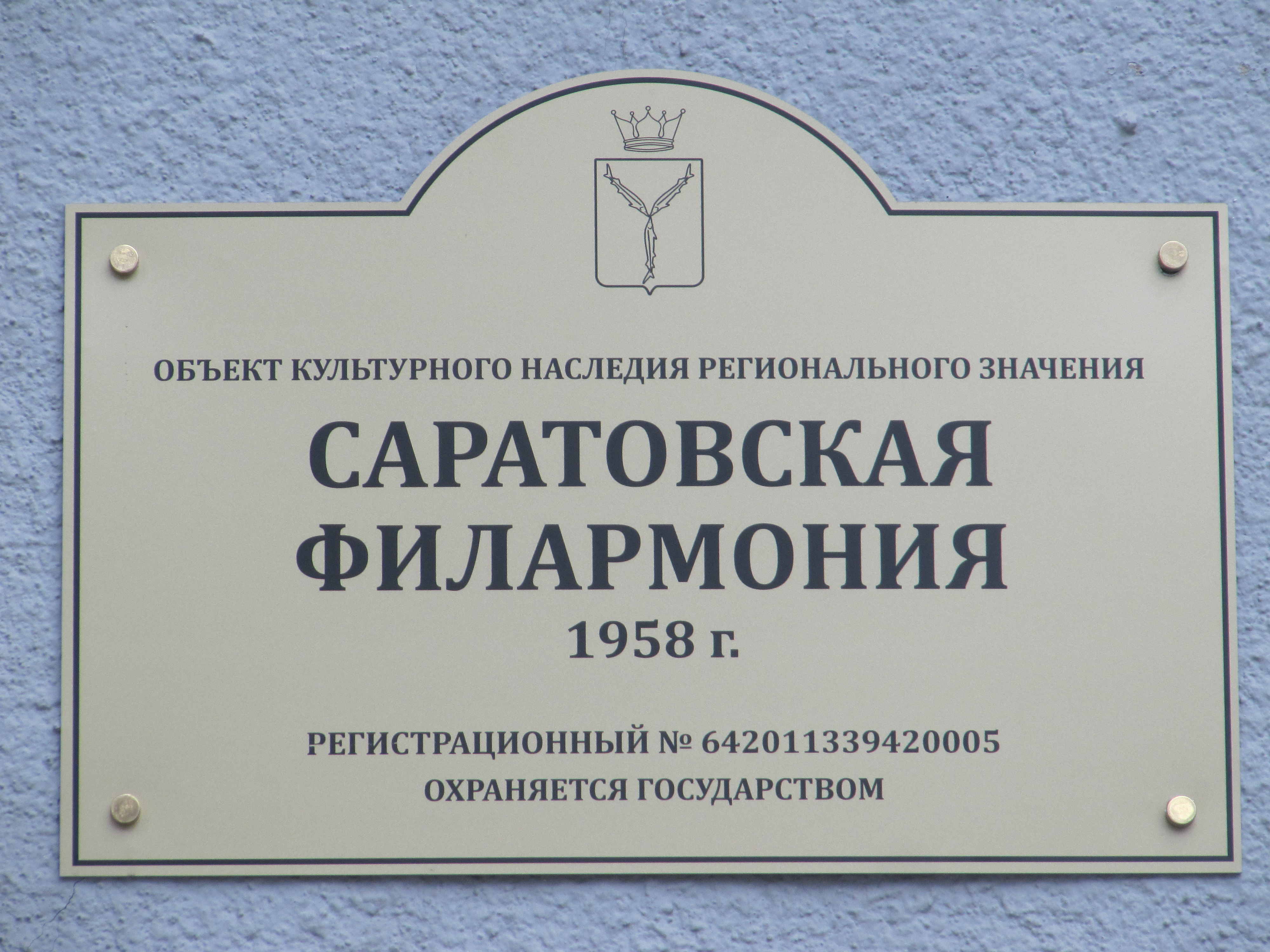
Саратовская филармония

Художественный руководитель филармонии — Анатолий Иосифович Катц, заслуженный артист России, заслуженный деятель искусств Российской Федерации.

## История
В 1946 году по инициативе М. Ю. Школьникова при филармонии был создан симфонический оркестр. В разные годы главными дирижёрами этого оркестра были Натан Факторович, Иван Шпиллер, Мартин Нерсесян, Геннадий Проваторов, Вахтанг Жордания, Леонид Корчмар, Мурад Аннамамедов, Анатолий Гризбил, Эдуард Серов.
В Саратовской филармонии начинали свой творческий путь Бари Алибасов, и группа Интеграл, Женя Белоусов, группа НА-НА, Юрий Лоза, Валерия, Николай Расторгуев, Александр Розенбаум, Марина Хлебникова, Алёна Апина.
С 1948 по 1990 год в филармонии работал народный артист РСФСР Лев Григорьевич Горелик. С 1963 года при филармонии работал Театр миниатюр «Микро».
В симфоническом оркестре филармонии служат искусству заслуженные артисты России Наталья Мальчевская, Исаак Штейнберг, народный артист России Геннадий Кузьмин.
Зал филармонии существенно пострадал от пожара 21 ноября 2006 г. До момента восстановления здания в 2014 году работал лишь камерный зал, рассчитанный на 70 мест.
17 мая 2014, после восьми лет ремонта и многочисленных переносов сроков окончания работ, филармония была вновь открыта. На церемонии присутствовал министр культуры РФ Владимир Мединский. Ремонт обошелся в 400 миллионов рублей.

## Деятельность
При филармонии работают:
- Академический симфонический оркестр[9]. Художественный руководитель и главный дирижёр — народный артист России Владимир Вербицкий;
- концертный оркестр духовых инструментов «Волга-Бэнд»[10] (иннициатор создания и бессменный руководитель Анатолий Дмитриевич Селянин)
- детский эстрадный вокальный ансамбль «Апельсин»[11] (художественный руководитель — Наталья Лавриненко)
- ансамбль старинной музыки «Трио-соната»[12] (художественный руководитель — Владимир Скляренко)
- театр «Куклы папы Карло»[13] (художественный руководитель и режиссёр — Александр Авдонин)
- ансамбль народной музыки «Балаган»[14]. (художественный руководитель — Александр Куриленко)
- ансамбль русских народных инструментов «Парафраз» (художественный руководитель — Евгений Разживин)
- эстрадно-джазовый ансамбль «Манго — экспресс»[15] (художественный руководитель — Павел Мангасарян)
- детский эстрадный театр «Арт-ревю»[16] (художественный руководитель — Роман Брант)
- коллектив концертных филармонических исполнителей.

Саратовская филармония расположена по адресу Соборная площадь, 9. Напротив неё расположен парк Липки.

## Награды
- 2014 — Специальный приз «За эстетическое воспитание детской аудитории», получен на VII областном театральном фестивале «Золотой Арлекин»